# Mickey Harte
Michael Joseph "Mickey Joe" Harte (Lifford, 1973-) ou apenas Mickey Harte é um cantor e compositor irlandês. Ele foi escolhido para representar a Irlanda  no Festival Eurovisão da Canção 2003  com a a canção  "We've Got the World" (composta por Martin Brannigan and Keith Molloy). Ele venceu através de votação telefónica dos espetadores do reality show, "You're A Star" da  RTE.
"We've Got the World" alcançou o n.º 1 do top irlandês.
Em 2006,  lançou o seu terceiro álbum  "Live and Learn". Em 2003, gravou uma versão de uma canção de  Beyoncé's "Crazy in Love"
Depois de vários sucessos musicais, voltou à área da educação e concluiu um mestrado em Cosmética Dentária pela  University College Dublin.